# کنگره ملی ارمنی
کنگره ملی ارمنی (ارمنی: [Հայ Ազգային Կոնգրես, Hay Azgayin Kongres] Error: {{Lang}}: متن دارای نشانه‌گذاری ایتالیک است (راهنما)) یکی از احزاب سیاسی کشور ارمنستان می‌باشد که در سال ۲۰۰۸ میلادی تشکیل شده‌است. رهبری آن را لوون تر-پتروسیان رئیس‌جمهور پیشین ارمنستان برعهده دارد.

## شکل‌گیری و اهداف
این حزب که از ائتلاف هجده حزب تشکیل شده و گرایش‌های نئولیبرالی دارد و با گردهمایی‌های خود دولت را تحت فشار قرار می‌دهد.
در درون این ائتلاف، احزاب دست راستی افراطی و احزاب کاملاً دست چپی در کنار یکدیگر قرار گرفته

## انتخابات پارلمانی ۲۰۱۲
پس از انتخابات پارلمانی ۲۰۱۲ کنگره ملی ارمنی موفق به ۷ کرسی در مجلس ملی جمهوری ارمنستان شد.